# Wąsoszki
Wąsoszki – wieś w Polsce położona w województwie wielkopolskim, w powiecie złotowskim, w gminie Krajenka, przy linii kolejowej nr 203 Tczew – Kostrzyn.
W latach 1975–1998 miejscowość administracyjnie należała do województwa pilskiego.